# Location
La location est l'action qui consiste à louer un logement, un local, un véhicule, ou tout autre bien matériel à une personne. On parle également de contrat de bail.

## Histoire
Le principe de la location existe dans la Rome antique : la plupart des habitants de Rome vivent dans des insulae (immeubles d'habitation) souvent divisés en appartements de location.

## Logement
L'acte locatif est principalement concentré dans le secteur du logement où les agences jouent un rôle croissant d'intermédiaire entre propriétaire et locataire, parfois accusées avec les bailleurs de faire des demandes abusives concernant la liste des documents à fournir par les demandeurs de logement à louer. S'il n'a pas lui-même souscrit une assurance garantissant les impayés de loyer, le bailleur (loueur) peut exiger un cautionnement (voire plusieurs). Dans les grandes villes où les loyers sont parfois très élevés, comme à Londres, un phénomène de colocation s'est développé.
Un rapport parlementaire dit rapport Nogal, intitulé Louer en confiance, a en 2019 préconisé des mesures dont la consignation des dépôts de garantie, une grille de vétusté unique et le transfert du risque des loyers impayés aux agences immobilières.

### Garantie des risques locatifs (GRL)
En France existait (sous condition) une garantie locative permettant à certains nouveaux locataires de se passer de caution (elle versait au propriétaire bailleur le montant du loyer en cas d'impayés). En janvier 2016, la loi Alur a remplacé cette garantie GRL par un nouveau système de garantie de loyers impayés, dit Visale (Visa pour le logement et l'emploi), permettant (toujours « sous condition ») aux locataires d'obtenir rapidement un cautionnement pour une location, pour une résidence principale, dans le parc privé, en France ; ce dispositif est géré par Action Logement (ex « 1 % logement »). Le ménage peut profiter de la garantie, si au moins l'un de ses membres répond aux conditions d'obtention.

## En droit
Cette action est une convention. Elle stipule qu'une personne physique ou morale met un bien à la disposition d’une autre, en contrepartie d’une rémunération, le « loyer ».
Le « locataire » désigne celui qui bénéficie du bail. Celui qui le concède est le « loueur » ou le « bailleur », en général le propriétaire du bien.
| Pour des raisons techniques, il est temporairement impossible d'afficher le graphique qui aurait dû être présenté ici. | Pour des raisons techniques, il est temporairement impossible d'afficher le graphique qui aurait dû être présenté ici. |  |
| Source : Insee | |  |

## Représentations dans les arts
Le roman de l'écrivaine américaine Kristin Hunter Le Propriétaire, adaptée au cinéma par Hal Ashby dans la comédie dramatique américaine Le Propriétaire sortie en 1970, raconte l'histoire d'un riche homme blanc new-yorkais qui devient propriétaire d'un lotissement dont les locataires sont des travailleurs noirs pauvres.
La pièce de théâtre Le Locataire du dramaturge britannique Joe Orton, créée en 1964 au New Arts Theatre de Londres, met en scène une relation amoureuse entre un locataire manipulateur et sa propriétaire.
Dans le roman Le Locataire chimérique de l'artiste français Roland Topor, paru en 1976, un jeune locataire timide entend constamment parler de son prédécesseur, un autre jeune homme qui s'est suicidé sans raison apparente. Il commence peu à peu à penser que ses voisins veulent le pousser au suicide à son tour. Ce roman a été adapté au cinéma sous le titre Le Locataire par Roman Polanski en 1976.